# Peretz Markish
Peretz Markish (yiddish : פּרץ מאַרקיש; russe : Перец Давидович Маркиш) est un poète, écrivain et dramaturge juif soviétique né le 25 novembre 1895 (7 décembre dans le calendrier grégorien) à Polonne en Ukraine alors partie de l'Empire russe. Membre du PCUS depuis 1942. Il a été assassiné le 12 août 1952 à Moscou.

## Biographie
Ce poète, acteur décisif du Groupe de Kiev participa, au lendemain de la révolution d'Octobre, avec l'appui des institutions culturelles soviétiques au second mouvement revivialiste de la langue Yiddish. Il publia notamment le Monceau (Di kupè, 1922) et l'Improviste. 
En 1932, il signe le scénario du film de Boris Shpis (en) et Rokhl Milman Le Retour de Nathan Becker, avec Solomon Mikhoels, réalisé en deux versions - en russe et en yiddish.
Décoré de l'ordre de Lénine le 31 janvier 1939.  
Membre pendant la Seconde Guerre mondiale du Comité antifasciste juif, Peretz Markish fut comme d'autres écrivains et hommes de théâtre yiddish dont David Bergelson, Itzik Fefer, Leib Kvitko, David Hofstein, Der Nister, Benjamin Zuskin, Solomon Lozovsky et Boris Shimeliovich, fusillé sur l'ordre de Lavrenti Beria à la prison de la Loubianka. Il est enterré dans la fosse commune du cimetière Donskoï. Il sera réhabilité le 22 novembre 1955.
Avec le procès des blouses blanches, la nuit des poètes assassinés fut l'un des événements majeurs de la campagne antisémite – dite « anti-cosmopolite » – qui eut cours dans l'Union soviétique principalement de 1949 à la mort de Josef Staline.
Markish est l'un des trois héros, avec les poètes Uri-Zvi Grynberg et Melekh Ravitsh, du roman D'un pays sans amour (Grasset, août 2011) de Gilles Rozier. Un musée lui est consacré dans l'ancienne synagogue de Polonne sa ville natale. 